# Vincent Voiture
Vincent Voiture (Amiens, 1597 – Paris, 26 de maio de 1648) foi um cortesão muito popular nos salões. Homem mundano a quem a literatura era apenas um hobby, recusou-se a publicar suas obras em vida.

Ele foi considerado muito hábil em gêneros poéticos menos como a epístola. Seus escritos são representativos do período de preciosidade . Sua poesia é rebuscado, maneirista e galante. Ele não publicou em forma de livro, mas seus versos e prosas (suas cartas publicadas após a sua morte) foram o deleite dos círculos sociais, foram copiadas, admirada talvez mais do que o trabalho de qualquer contemporâneo.

Ele fora introduzida cedo para o Hôtel de Rambouillet, onde se tornou um amigo próximo de Julie d'Angennes, a filha de Charles d'Angennes e Catherine de Vivonne, marquês e marquesa de Rambouillet. Sua ingenuidade no fornecimento de diversões para os membros do círculo garantiu sua popularidade, o que nunca foi seriamente ameaçado, exceto por Antoine Godeau.

Em 1634, fez parte da primeira Academia Francesa.